# Pain noir de Castelvetrano

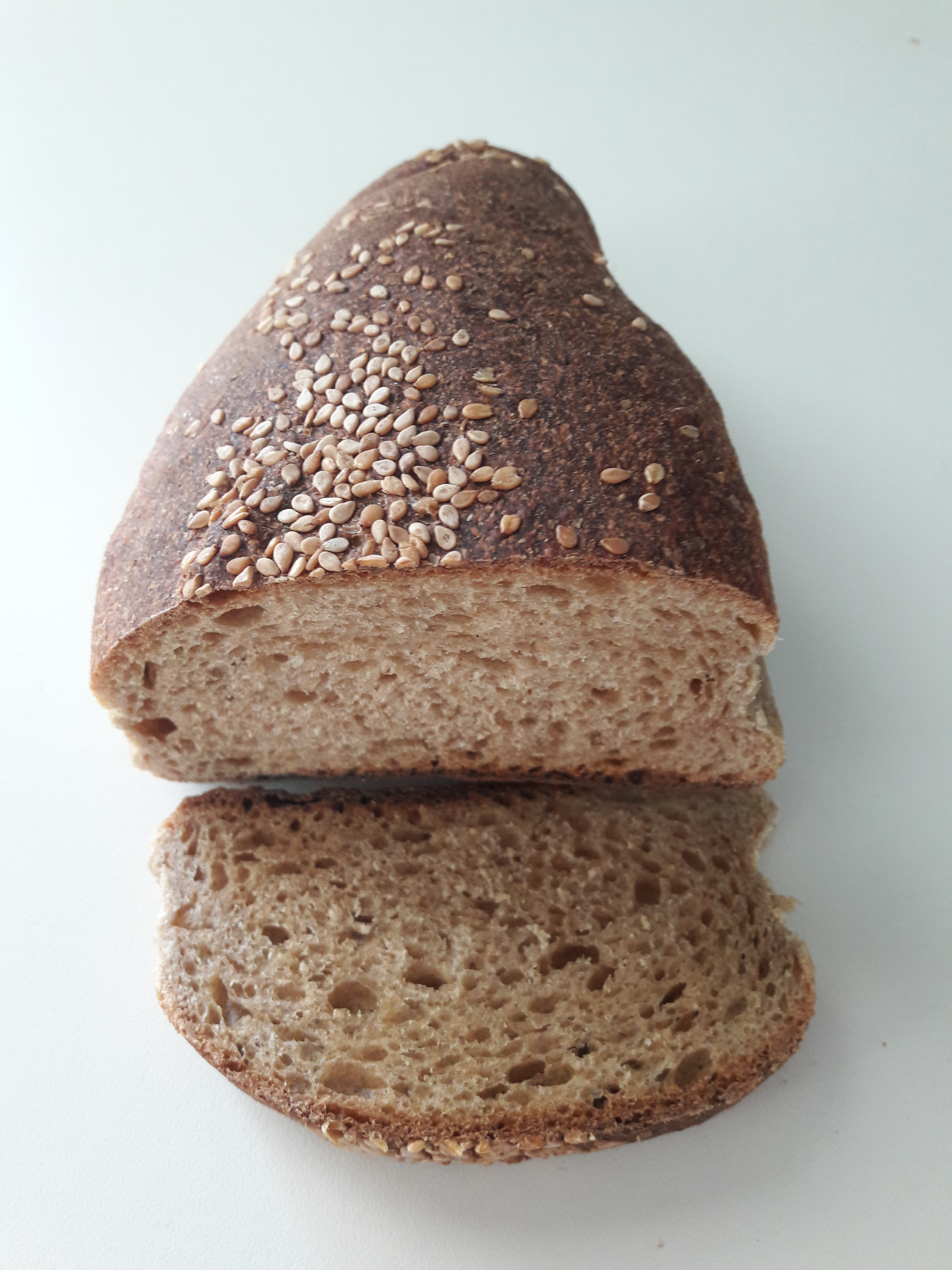
Pain noir de Castelvetrano.

Le pain noir de Castelvetrano est un pain de tradition antique produit à Castelvetrano, dans la province de Trapani (Sicile). Ce pain typique est également produit dans la commune limitrophe de  Campobello di Mazara.

## Préparation
Le pain noir de Castelvetrano est préparé en mélangeant deux farines : celle du blé blond sicilien et celle obtenue à partir d'une variété de blé dur locale rare, la  tumminìa, toutes deux intégrales et moulues à l'aide de meules en pierre naturelle.
La tumminìa est un blé particulièrement dur, à cycle bref (trimestriel), semé en mars, aux caryopses caractéristiques, sombres et cristallins. Son nom dériverait du grec trimenaios (blé à cycle trimestriel semé en mars). Il est également appelé grano marzuolo (blé de mars) ou  marzuddu. La couleur sombre de la tumminìa est responsable de la coloration du pain noir.
La farine est pétrie avec de l'eau, du sel de Trapani et de la levure naturelle (appelée lu criscenti). Après un long levage de la pâte, les pains sont cuits à 300 °C dans des fours en pierre alimentés avec des branches d'olivier coupées lors de la taille des arbres. Lorsque le feu a porté le four à la température requise, on enlève les braises et on nettoie soigneusement le four avec un balai en palmier nain avant de mettre le pain à cuire, lentement, sans feu direct.

## Caractéristiques
Ce pain est produit avec une farine de blé dur local d'une variété particulière appelée « tumminìa » moulu à l'aide de meules en pierre. Cela rend unique et caractéristique son arôme de grillé avec des notes d'amande et de malt.
Le produit est compact, apte à une longue conservation. Il se présente sous forme d'une miche (pagnotta), à l'instar de la vastedda, ou de « patte de bœuf » (cuddura), d'un poids traditionnellement de 1 kg et d'un diamètre de 20 à 30 cm avec une épaisseur de 8 à 10 cm. La croûte, couverte de graines de sésame, est dure et de couleur sombre (café). L'intérieur est de couleur jaune froment, avec une mie tendre à la saveur douce.

## Protection
Le pain noir de Castelvetrano est protégé et inscrit à l'Arche du goût de Slow Food,. Cette production unique et particulière a failli disparaître dans le passé jusqu'à ce que les boulangers locaux se regroupent en consortium, revitalisant également la production de farine par des moulins locaux qui utilisent encore les meules en pierre.
Depuis 2008, le processus pour obtenir la reconnaissance de l'appellation AOP (Appellation d'origine protégée, DOP en italien) est en cours.